# Table du Roi (Fontainebleau)
Pour les articles homonymes, voir Table du Roi.
Ne doit être confondu ni avec l'autre table du Roi, ni avec la table du Grand Maître, toutes deux dans le même massif forestier.
La table du Roi est un monument situé dans la forêt de Fontainebleau, sur le territoire de Fontainebleau, en France. Elle est inscrite aux monuments historiques depuis 1926.

## Situation et accès
Le monument est situé au nord de la forêt de Fontainebleau, sur le territoire de la commune de Fontainebleau, et plus largement au sud-ouest du département de Seine-et-Marne.

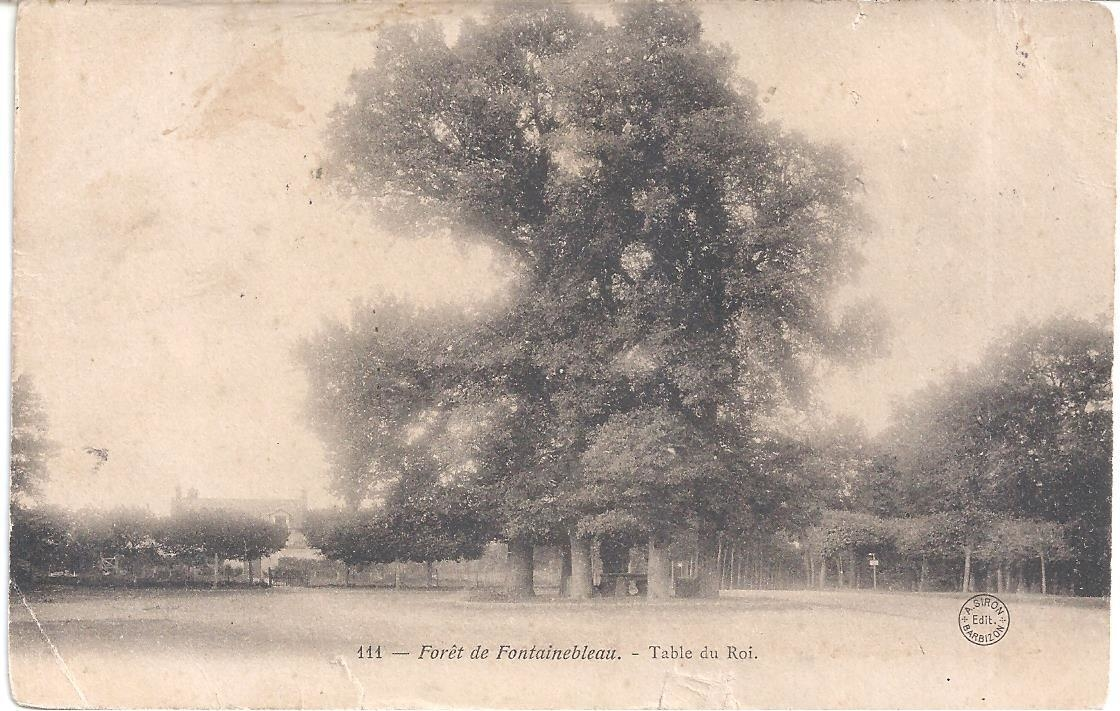
Environnement de la table du roi, vers 1903.

## Historique
En 1068, le Gâtinais et sa forêt de Bière (ancien nom de la forêt de Fontainebleau) sont incorporés dans le domaine royal et la forêt devient ainsi propriété du roi de France. Depuis au moins cette époque, chaque premier mai, les usagers de la forêt devaient s'assembler, sous peine d'amende, au lieu-dit de la Table du Roi, où se trouvait une grande table de pierre. Ils se présentaient devant le maître des eaux et des forêts, rendaient hommage au roi et payaient leurs redevances. La Révolution met fin à cette procédure.
L'histoire garde une trace de la nature de ces redevances sous l'Ancien Régime : « l'abbesse du Lys amenait un jambon et deux bouteilles ; un boulanger de Melun donnait un grand gâteau ; les nouveaux mariés versaient cinq deniers et chacun un gateaux, etc. À l'issue de la perception des droits, un banquet se déroulait autour de cette table et les officiers des eaux et forêts consommaient les victuailles perçues. Quant aux sous, ils alimentaient la caisse du receveur du domaine du roi ».  
Les origines de la mise en place de la table restent floues mais on sait que la table actuelle est établie en 1723. Endommagée à la Révolution, elle a été restaurée en 1854. Dans la première moitié du XXe siècle, la table sert de point de départ pour de nombreux championnats de France de cyclo-cross, l'arrivée étant à la table du Grand Maître.
Le 13 octobre 1870, une compagnie de la 2e légion des volontaires de la Nièvre engage une colonne de dragons wurtembergeois contraints de fuir sur Melun.

## Structure

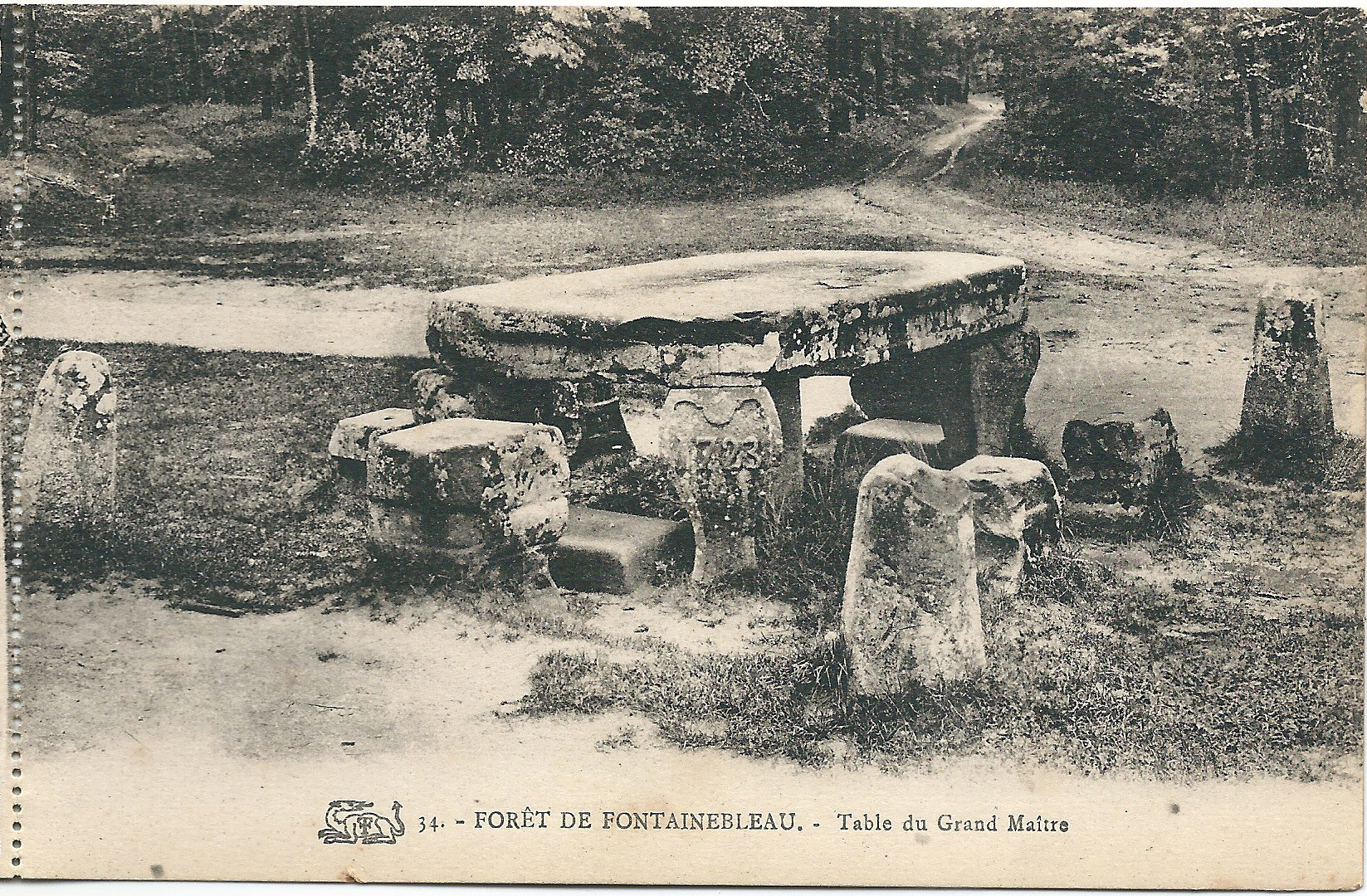
Le monument vers 1912.

Sur un des piliers de la table est gravée la date de fondation « 1723 » en relief.

## Statut patrimonial et juridique
La table avec les bornes qui l'entourent font l'objet d'une inscription au titre des monuments historiques par arrêté du 15 février 1926, en tant que propriété de l'État.